# Svend Gissel
Sven Gissel (4. januar 1921 i Assens – 3. februar 2007) var en dansk bibliotekar og historiker.
Han blev ansat på det Kongelige Bibliotek i 1948 og blev 1. bibliotekar 1966. 1968 blev han dr. phil. med disputatsen Landgilde og udsæd på Sjælland i de store mageskifters tidsalder.
Han skrev værkerne Hornsherred undersøgelsen med indledende metodeafsnit (1977) og Falsterundersøgelsen (1989) som omhandlede bebyggelsen i landbrugsomårder i ældre tider.
I 1971 blev han medlem af Det kongelige danske Selskab for Fædrelandets Historie, og var desuden selskabets kasserer i perioden 30. april 1975 – 15. marts 1979.

## Forfatterskab
- Kristian Dalsgaard, Svend Gissel og Bodil Bay Nielsen (red.): "Landskab og bebyggelse i Ulfborg herred fra vikingetid til 1850. Indlæg på 1. projekt-seminar 8-10 maj 1992 på Folkeuniversitetscentret Skærum Mølle." Ulfborg Projektets Skrifter nr. 1. (Geologisk Institut, Aarhus Universitet, 1993)
- "Hornsherredundersøgelsen. Med indledende metodeafsnit." Det nordiske ødegårdsprojekt – Publikation nr. 2. København, i kommission hos Landbohistorisk Selskab 1977.
- Svend Gissel: "Landgilde og udsæd på Sjælland i de store mageskifters tidsalder. Retrospektive studier i landbo- og bebyggelseshistorie" (Landbohistoriske skrifter 3. Landbohistorisk Selskab. København 1968)

### På internettet
- Svend Gissel: "Mønt, mål og vægt i dansk middelalder" (Historie/Jyske Samlinger, Ny række, Bind 19; 1991)
- Svend Gissel: "Mønt, vægt og kornmål i Danmark i 1500-tallet" (Historie/Jyske Samlinger, Ny række, Bind 18; 1989)